# 福永美春
福永 美春（ふくなが みはる、1988年2月23日 - ）は、日本のフリーアナウンサー。愛知県春日井市出身。

## 来歴
南山大学卒業。NHK奈良放送局、静岡放送局を経て2015年4月よりNHK名古屋放送局に勤務。2020年度からBSニュースの担当となった。
奈良放送局では、たっぷり奈良のリポーター、ならナビキャスターをそれぞれ務めていた。名古屋放送局では、平日の夕方情報番組まるっとの情報キャスターを務めていた。

## 人物
趣味：フットサル、カメラ旅、日本酒探訪。
特技：整理整頓 （アドバイザーの資格取得）。
好きな食べ物：アボカド、チーズ、手羽先など。
小学生の頃、空手の大会に出たことがある。

## 担当番組

### NHK奈良放送局
- ぐるっと関西おひるまえ たっぷり奈良（2010年4月 - 2013年3月）- 奈良局リポーター
- ならナビ（2011年4月 - 2013年3月29日）- サブキャスター[7]

### NHK静岡放送局
- たっぷり静岡（2013年4月15日 - 2015年3月20日）- キャスター[8] ※水島奈緒と隔週で担当
- 土日のニュース

### NHK名古屋放送局
- ほっとイブニング（2015年3月30日 - 2018年3月30日）- キャスター
- まるっと!（2018年4月2日 - 2020年3月27日）- 情報キャスター

### NHK東京放送センター
- NHK BSニュース（BS1→BS、2020年4月2日 - 2024年3月28日）[9]
- Nらじ NHKきょうのニュース（キャスター、2024年4月8日 - ）[10][11][12]
- ニュースウオッチ9（ニュースリーダー、ナレーション、2021年秋頃 - ）[13]
- NHK手話ニュース845（ニュースリーダー）[14]
- 週刊4Kふるさとだより（NHK BS4K→NHK BSプレミアム4K、2023年4月8日 ‐2025年3月29日 ）‐ サブキャスター